# Claude Abeille
Claude Abeille  es un escultor nacido en Francia, el 4 de marzo de 1930 en Landerneau (Finisterre Norte).

## Datos biográficos
Es miembro del Instituto, elegido miembro de la Sección de Escultura, 9 de diciembre de 1992, siendo presidente el escultor Raymond Martin.
Alumno de Robert Couturier en la Escuela Nacional Superior de Artes Decorativas de París, donde se graduó en 1952, Claude Abeille asiste a la Escuela de Bellas Artes de Oient (1955) y comenzó sus primeros estudios de torsos, en 1956.
A partir de entonces hasta 1970 trabajó en la ilustración de la Enciclopedia de la Pléiade dirigida por Raymond Queneau, y el Univers des Formes de Gallimard.
Paralelamente con la expresión gráfica, continuó su investigación escultórica y obtuvo el Premio de Escultura Bourdelle en la exposición del Salón de mayo de 1963, seguido por su consagración con una exposición individual, de una recopilación de torsos en el Museo Antoine Bourdelle en 1964.
A partir de 1967, Claude Abeille participa en muchos proyectos arquitectónicos mediante la creación de esculturas para iglesias, escuelas, etc., Incluido el teatro al aire libre de Istres, un lugar en la Isle-d'Abeau cerca de Lyon y en 1978 el cruce de caminos en Montreuil-sous-Bois. En 1984 y 1985, fue profesor en los Talleres de la Villa de París (Montparnasse) y se convirtió en miembro fundador de la Escuela de Arte, Tecnología y Medio Publicitario (París, 1985-1996).
En 1989, ganó el Premio de Dumas-Muller de Escultura.

## Obras
Entre las mejores y más conocidas obras de Claude Abeille se incluyen las siguientes:
- 1965. fuente de bronce en Illzach (Haut-Rhin).
- 1967. Gisant en bronze, monumento de Ballersdorff (Haut-Rhin). 
Cristo, bronce, iglesia de Cahagnes (Calvados). Soleil, bronze, lycée de Mulhouse (Haut-Rhin). 
Sol, bronce, Liceo de Mulhouse (Haut-Rhin). 
Estela de piedra conmemorativa (Baltzenheim, Haut-Rhin).
- 1968. Torso, mármol, CES de Sarralbe (Moselle).
- 1969. Escultura de bronce, CES Saint-Exupéry (Mulhouse).
- 1970. Le Vent - el viento, bronce, liceo de Saint-Affrique (Aveyron). 
Figura reclinada, bronce, CES de Sainte-Marie-aux-Chênes (Moselle). 
Relieve en aluminio, Hôtel Frantel (Mulhouse).
- 1971. Escultura en Piedra, Colegio Louis Pergaud (Mulhouse).
- 1973. Hommage à Ledoux, colonne en pierre (Mulhouse). Homenaje a Ledoux, columna de piedra (Mulhouse).
 Medalla de Raymond Queneau de la Moneda de París.
- 1974. Torses et emmanchements - Torsos y apretados, teatro al aire libre, (Istre, Bouches-du-Rhône).
- 1975. Torso vacante, bronce,
 Place-parloir, piedra ( Romorantin , Loir-et-Cher).
- 1976. Colombe, marbre ( Cergy-Pontoise , Val-d'Oise).
- 1977.  L'homme absent - el hombre desaparecido, gran pantalón, chaquetas, yesos y bronces.
- 1978. Teatro y fuentes al aire libre, Place des Roches (Isle-d'Abeau, Isère).
 Manège - paseos a caballo, piedra (Guyancourt, Yvelines).
 Fuentes y bancos (Montreuil, Seine-Saint-Denis). Chaqueta de mármol negro.
- 1980. Ilustraciones para el anochecer de Egipto de Jean Leclant, colección Univers des Formes.
- 1981. Fuentes y bornes de piedra, Casa de la Cultura (Aulnay-sous-Bois, Seine-Saint-Denis).
- 1982. Fleur de pierre - Flor de Piedra, Mármol (Beaune, Côte-d'Or). 
Les passants - Los transeúntes piedra, plaza pública de Satory (Yvelines).
- 1983. Veste de mai - Chaqueta de mayo de bronce. lechuza, piedra( Éragny , Val-d'Oise).
Escultura en piedra, yeso Grupo.
- 1996. Christ en gloire - Cristo en la gloria, piedra, capilla de Saint-Antoine (Montreuil)